# Bakarawa
Bakarawa ist ein Ort im südlichen Teil des pazifischen Archipels der Gilbertinseln nahe dem Äquator im Staat Kiribati. 2020 wurden 315 Einwohner gezählt.

## Geographie
Der Ort liegt im Südwesten der Insel Tamana. Wie alle drei Siedlungen der Insel liegt der Ort auf der Westseite der Insel. Haupterwerbszweige sind Fischerei und die Produktion von Kopra.

## Klima
Das Klima ist tropisch heiß, wird jedoch von ständig wehenden Winden gemäßigt. Ebenso wie die anderen Orte der südlichen Gilbertinseln wird Bakarawa gelegentlich von Zyklonen heimgesucht.